# Roberto Matosas
Roberto Matosas Postiglione (Mercedes, 11 de mayo de 1940) es un exfutbolista uruguayo que jugaba de defensor o volante. Es padre del exjugador y entrenador de fútbol Gustavo Matosas. 
Forma parte de los jugadores históricos del Club Deportivo Toluca.

## Trayectoria

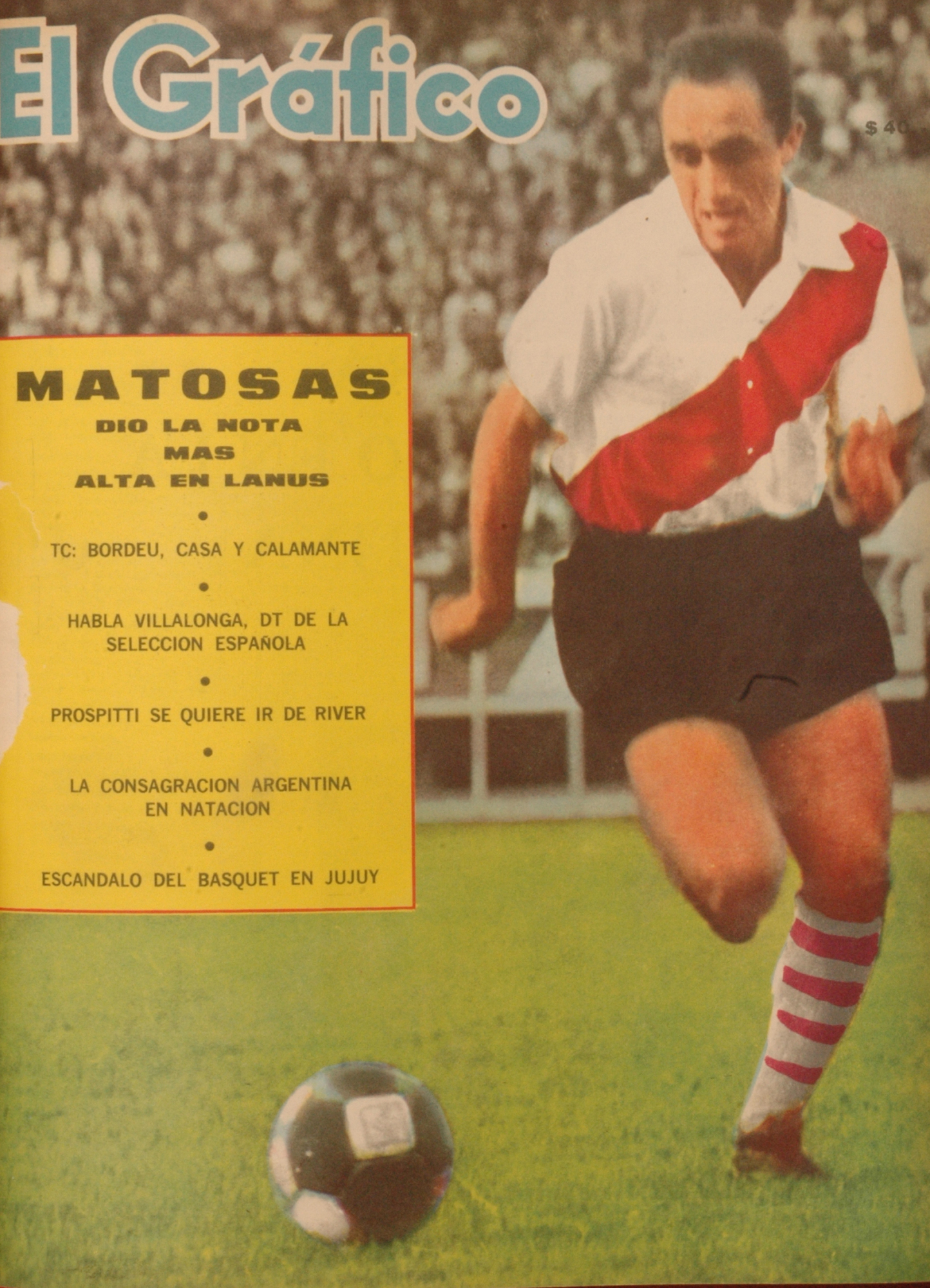
Roberto Matosas (River) en 1966.

Debutó en el Club Atlético Peñarol (de Montevideo), donde formó parte del primer quinquenio del club, además de conseguir títulos continentales e intercontinentales. En 1964, pasó a River Plate (de Buenos Aires) donde permaneció hasta 1968, regresando el año siguiente a Peñarol. Posteriormente se enroló en el fútbol mexicano, siendo contratado por los Tuneros de San Luis en la temporada de 1973-1974, con el cual descendió a la segunda división. Posteriormente, pasó a los Diablos Rojos del Deportivo Toluca en la temporada 1974-1975, donde fue dirigido por el uruguayo Ricardo de León, con quien consiguieron el campeonato. De ese equipo formaban parte: en la portería Walter Gassire,
en la defensa Hugo Esquivel, Eduardo Ramos y Luis Manuel Torres. En la media Vicky Estrada, Moisés Figueroa y Vicente Pereda El Diablo Mayor y en la delantera Mario Medina, Ítalo Estupiñán y Héctor Hugo Eugui.
Cuando se retiró empezó su carrera de entrenador, dirigiendo en dos ocasiones a los Tiburones Rojos del Veracruz. Actualmente se encuentra retirado de entrenar y tiene una empresa que realiza cursos de motivación personal. Vive actualmente en el Puerto de Veracruz (México).

## Selección nacional
Ha sido internacional con la Selección de fútbol de Uruguay en varias ocasiones y disputó el Mundial de México 1970 consiguiendo un cuarto puesto, haciendo la defensa central con Atilio Ancheta, en aquel equipo inolvidable formado por Ladislao Mazurkiewicz (portero), Juan Martín Mugica (defensa lateral izquierdo), Luis Cubilla, Víctor Espárrago y Julio César El Pocho Cortés, y que fuera derrotado por el tercer lugar por la Selección de Alemania Federal.

### Participaciones en Copas del Mundo
| Mundial                        | Sede   | Resultado   |
| ------------------------------ | ------ | ----------- |
| Copa Mundial de Fútbol de 1970 | México | Semifinales |

## Clubes
| Club        | País      | Año       |
| ----------- | --------- | --------- |
| Peñarol     | Uruguay   | 1960-1963 |
| River Plate | Argentina | 1964-1968 |
| Peñarol     | Uruguay   | 1969-1972 |
| San Luis    | México    | 1973-1974 |
| Toluca      | México    | 1974-1976 |

## Palmarés

### Torneos nacionales
| Título              | Club    | País    | Año  |
| ------------------- | ------- | ------- | ---- |
| Campeonato Uruguayo | Peñarol | Uruguay | 1960 |
| Campeonato Uruguayo | Peñarol | Uruguay | 1961 |
| Campeonato Uruguayo | Peñarol | Uruguay | 1962 |

### Torneos internacionales
| Título                                    | Club    | País    | Año  |
| ----------------------------------------- | ------- | ------- | ---- |
| Copa Libertadores                         | Peñarol | Uruguay | 1960 |
| Copa Libertadores                         | Peñarol | Uruguay | 1961 |
| Copa Intercontinental                     | Peñarol | Uruguay | 1961 |
| Supercopa de Campeones Intercontinentales | Peñarol | Uruguay | 1969 |

(*) Incluyendo la selección.